# Jordan Jegat
Jordan Jegat (Vannes, 7 juni 1999) is een Frans wielrenner die in 2024 prof werd bij TotalEnergies.

## Carrière
In 2021, als laatstejaars belofte, nam Jegat deel aan Luik-Bastenaken-Luik voor beloften. Later dat jaar werd hij onder meer elfde in het eindklassement van de Ronde van de Isard en tiende in de beloftenwedstrijd van de Chrono des Nations.

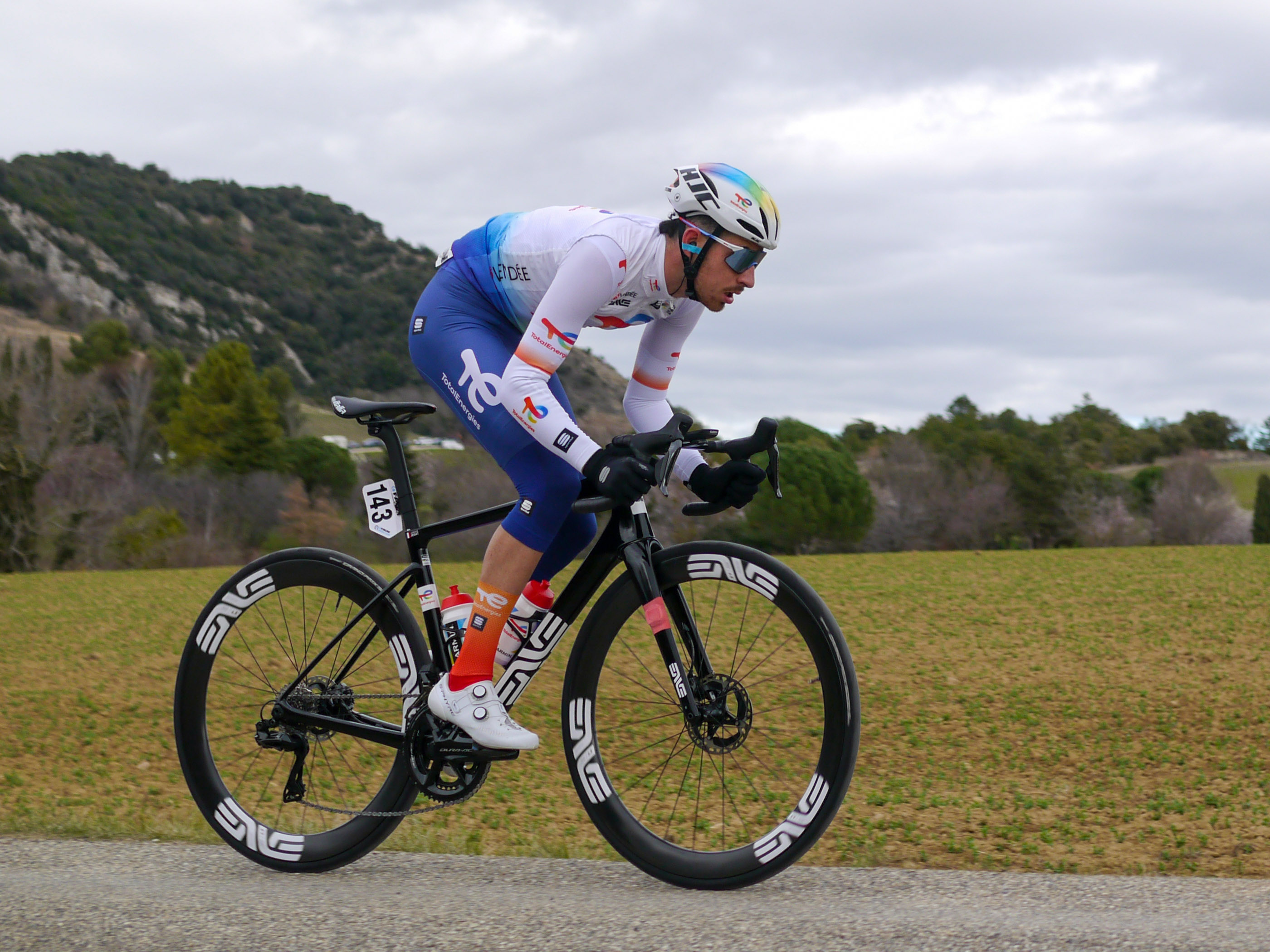
Jegat in 2024

In 2024 werd Jegat prof bij TotalEnergies, dat hem na vier seizoenen overnam van CIC U Nantes Atlantique. Zijn debuut voor de ploeg maakte hij in de Grote Prijs La Marseillaise, de traditionele opener van het Franse wielerseizoen. In februari werd hij onder meer zeventiende in de Classic Var en achtste in de door Juan Ayuso gewonnen Ardèche Classic. Begin april stond hij aan de start van de Ronde van het Baskenland, waar hij na zes etappes op de zeventiende plaats in het algemeen klassement eindigde. Later die maand nam hij deel aan een drieluik van Franse eendagskoersen. In de eerste wedstrijd, de Classic Grand Besançon Doubs eindigde hij op de tiende plaats. Een dag later klom hij, achter David Gaudu, naar de tweede plaats in de Ronde van de Jura.

## Resultaten in voornaamste wedstrijden
| Jaar | Ronde van Italië | Ronde van Frankrijk | Ronde van Spanje |
| ---- | ---------------- | ------------------- | ---------------- |
| 2024 |                  | 28e                 |                  |
| 2025 |                  | 10e                 |                  |

| Jaar | Luik-Bast.‑Luik | Waalse Pijl | Clásica San Sebastián |
| ---- | --------------- | ----------- | --------------------- |
| 2024 | 77e             | 14e         | 27e                   |
| 2025 | 24e             |             |                       |

### Resultaten in kleinere rondes
| Jaar | Parijs-Nice | Ronde van het Baskenland |
| ---- | ----------- | ------------------------ |
| 2024 | 46e         | 17e                      |

## Ploegen
- 2022 –  Team U Nantes Atlantique
- 2023 –  CIC U Nantes Atlantique
- 2024 –  TotalEnergies
- 2025 –  TotalEnergies

Boniface · Bonnet · Burgaudeau · Cras · Doubey · Dujardin · Ferron · Gachignard · Grellier · Jeannière · Jegat · Jousseaume · Latour · Manzin · Ourselin · Simon · Soupe · Tesson · Turgis · Vadic · Van Gestel · Vercher · Vuillermoz · Boulahoite (stagiair) · Marcerou (stagiair) · Sanchez (stagiair)